# Torri del Benaco
Torri del Benaco est une commune italienne de la province de Vérone, dans la région Vénétie.

## Géographie
Le village de Torri del Benaco est situé à 5 kilomètres au nord de la ville de Garde, sur la rive orientale du lac de Garde. La commune revendique la possession du plus beau port du lac. Situé dans le centre historique, le port existait déjà au temps des Romains. Il est son centre de vie économique, le quartier des marchands. 
Aujourd'hui, le bâti est tourné plus particulièrement vers l'hébergement touristique. Il s'est développé le long de la route 249 longeant toute la rive orientale du lac. Son littoral comporte d'étroites bandes de plages très tôt envahies en période estivale.

## Histoire
Les origines de Torri del Benaco remontent à l’ère romaine.
Au XVe siècle, appartenant à la république de Venise, elle faisait partie d'une fédération de dix communes de Vérone (Gardesana dall’Acqua) dotée de grands privilèges et autonomie.
Torri del Benaco devrait son nom aux tours d'enceinte de son antique citadelle fortifiée. L’imposante tour d’angle Berengario I encore présente, porte le nom du dit roi d’Italie qui fit ériger la tour et les remparts au début du Xe siècle.

## Culture
- Château Scaliger de Torri del Benaco (Castello Scaligero). Construit au XIVe siècle par le seigneur local Antonio Della Scala pour défendre ses biens contre la volonté d’expansion des Visconti de Milan. Il abrite le musée des Della Scala. On y trouve également une serre de citronniers construite au XVIIIe siècle, l'une des dernières serres de citronniers de la région du lac.

- Musée du château Scaliger de Torri del Benaco : musée ethnographique dont chacune des salles est consacrée à un thème différent.

- Église Santi Pietro e Paolo (Chiesa dei Santi Apostoli Pietro e Paolo). Cette église paroissiale a été bâtie à l'emplacement de l'ancienne église qui datait de l'époque romaine et qui fut démolie en 1719. Elle avait été construite avec la participation de la population puis bénite le 7 juin 1731. Elle sera achevée en 1769.

Sa façade frontale présente en haut des piliers latéraux, les statues des deux saints patrons œuvres du véronais Michelangelo Speranza (1722). Les quatre autres statues dans les niches sont du sculpteur Giuseppe Zampieri (1903). 
À l'intérieur le maître-autel réalisé en 1702 par Tomio Tomezzoli, est celui qui se trouvait dans l'ancienne église. L'autel du Rosario et celui du Carmine sont attribués à Teodoro Benedetti et au père Cristoforo. Les chapelles latérales comportent deux autres autels. Enfin dans l'oratoire, l'admirable autel de Santa Lucia, comme le sont également les fresques de la voûte et l'orgue.

## Fêtes, foires
La Saint Philippe (S. Filippo) le saint-patron, se fête le 26 mai.

## Administration
| Période                                  | Période | Identité | Étiquette | Qualité |
| ---------------------------------------- | ------- | -------- | --------- | ------- |
|                                          |         |          |           |         |
| Les données manquantes sont à compléter. |         |          |           |         |

### Hameaux
Albisano, Pai

### Communes limitrophes
Brenzone, Costermano, Garda (Italie), Gardone Riviera, Gargnano, Salò, San Felice del Benaco, San Zeno di Montagna, Toscolano-Maderno

### Jumelages
- Cadaqués (Espagne)

## Galerie de photos

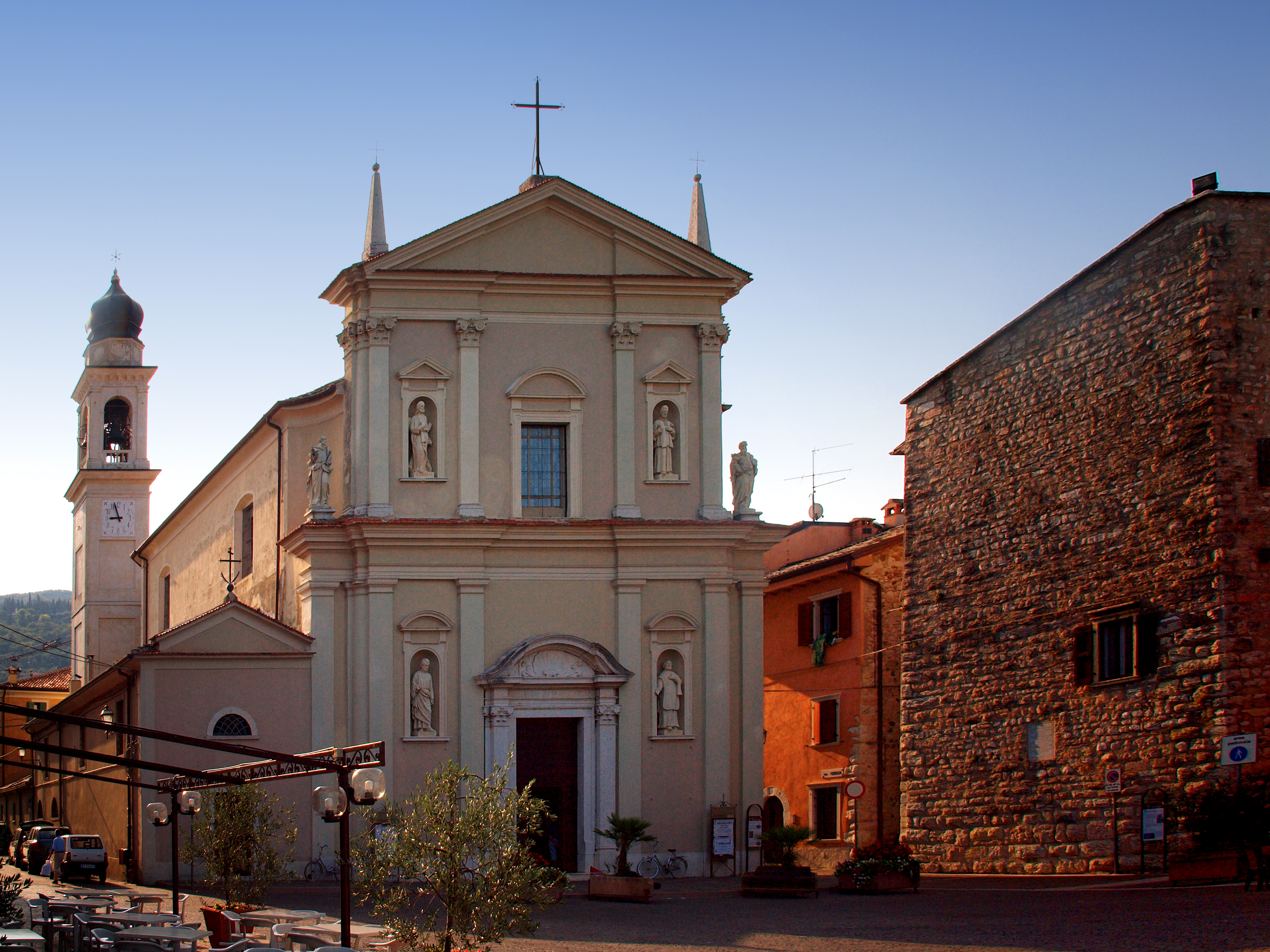
Église St Pierre et St Paul
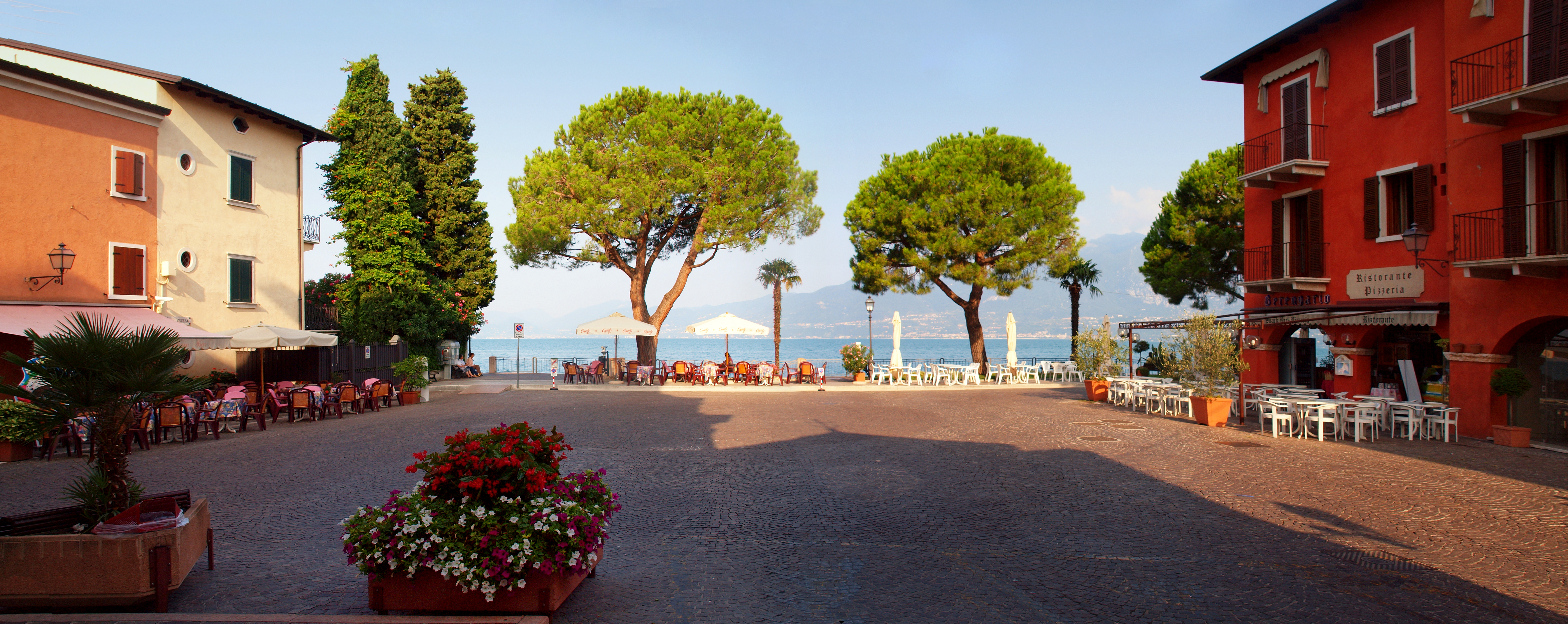
Vue sur le lac depuis le parvis de l'église
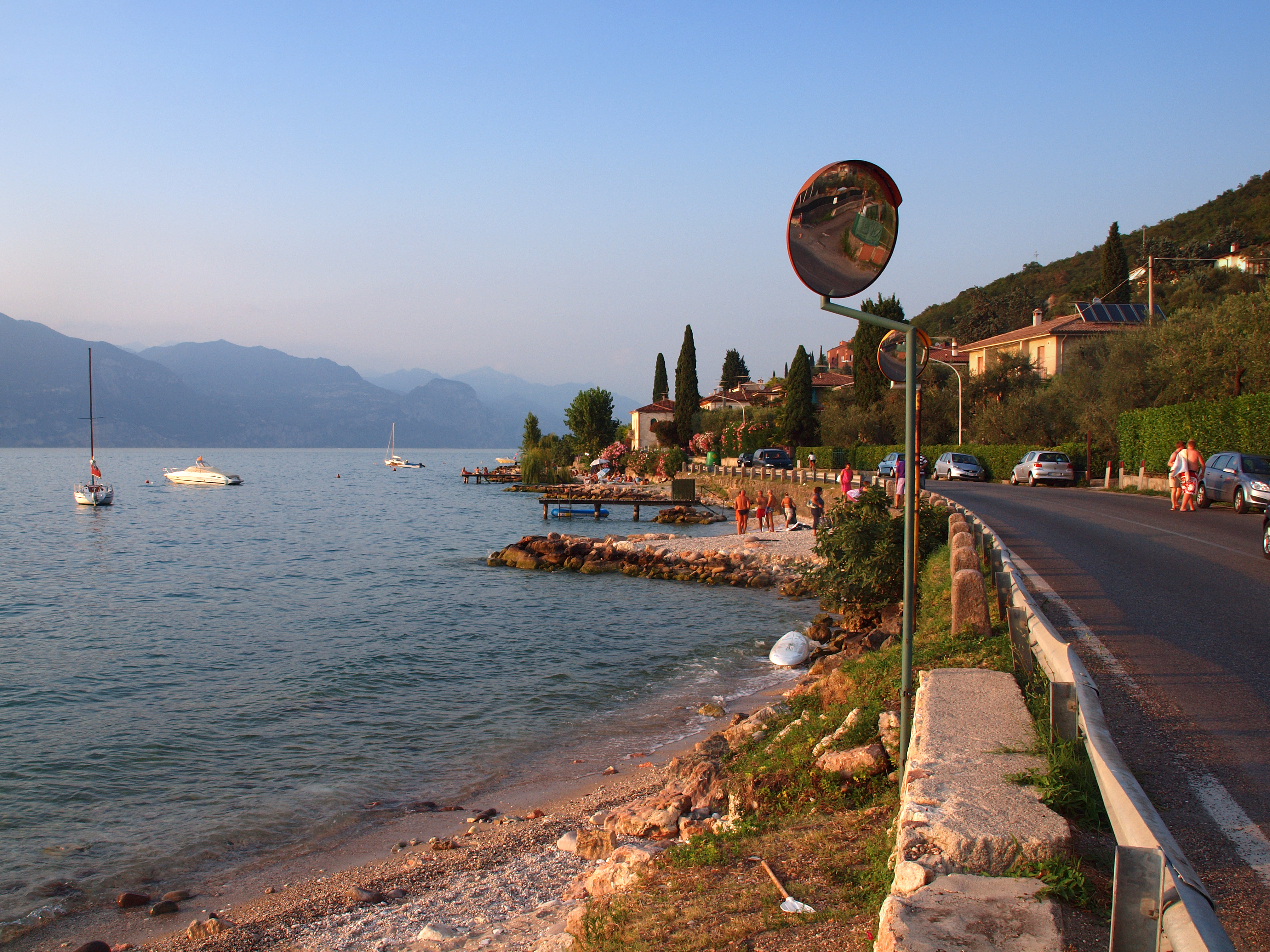
Quelques plages
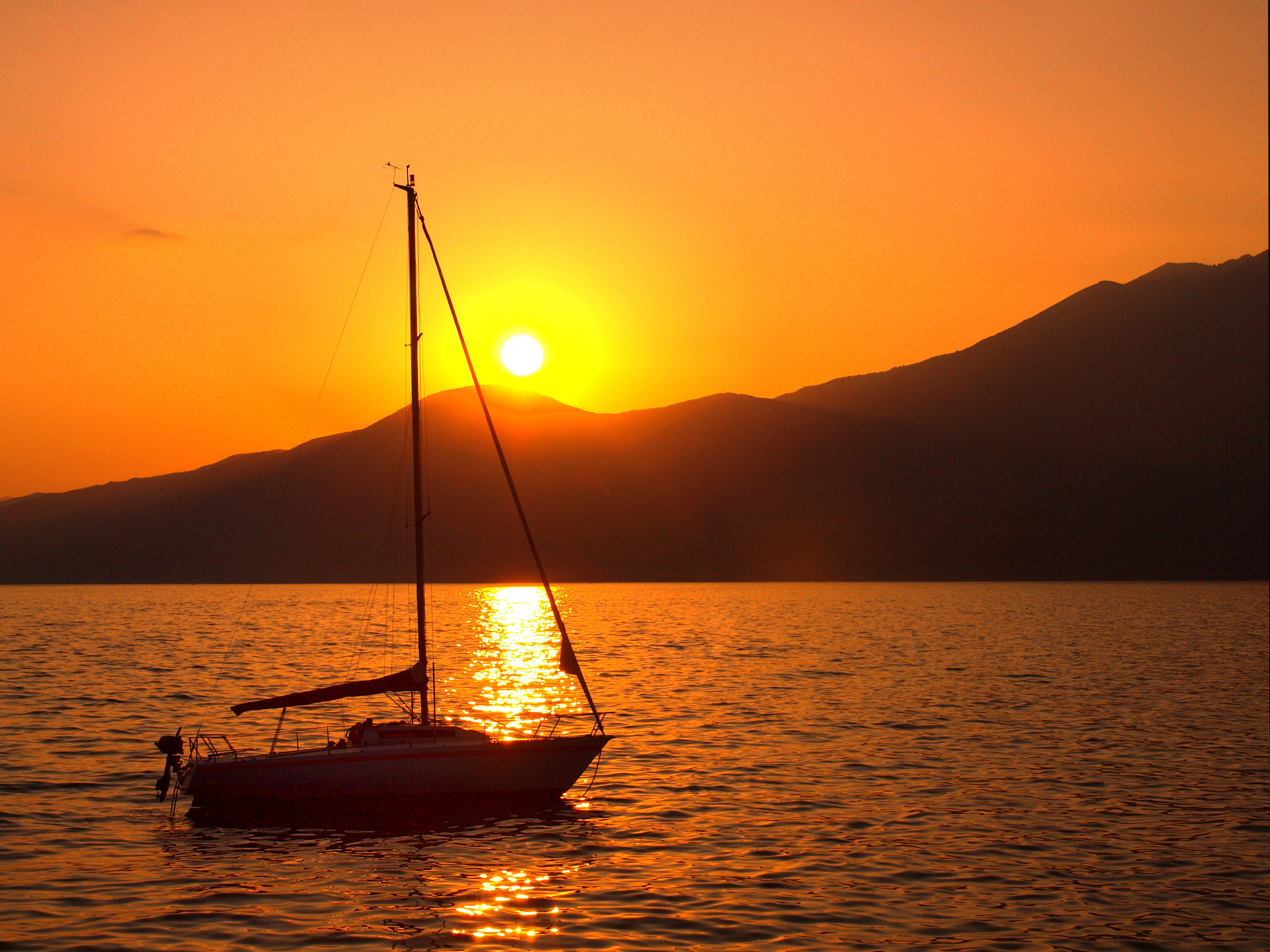
Coucher de soleil sur le lac de Garde